# Täcknamn Odessa
Täcknamn Odessa (The Odessa File) är en roman från 1972 av Frederick Forsyth.
Boken handlar om den västtyske journalisten Peter Miller som kring årsskiftet 1963-1964 ger sig på jakt efter SS-mannen Eduard Roschmann, under kriget kommendant för gettot i Riga. Han stöter på motstånd från organisationen ODESSA och får hjälp av bland andra Simon Wiesenthal.